# Rolly Weaver
Roy Holland Weaver IV (Ormond Beach, 22 december 1990) is een Amerikaans wielrenner.

## Biografie
In 2007 nam Weaver met zijn moeder en twee zussen deel aan het achtste seizoen van The Amazing Race, waarin zij op de derde plaats eindigden.
In 2016 nam Weaver onder meer deel aan de Ronde van Uruguay, waar hij in drie van de tien etappes bij de beste tien renners wist te finishen. In juli van dat jaar werd hij twaalfde in de Minsk Cup, een dag later vijftiende in de Grote Prijs van Minsk. In de derde etappe van de Vuelta a la Independencia Nacional van 2017 bleef hij het aanstormende peloton dertien seconden voor, waardoor hij zijn eerste UCI-overwinning behaalde.

## Overwinningen
2017
1e etappe Vuelta a la Independencia Nacional

## Ploegen
- 2016 –  Start Vaxes-Partizan Cycling Team (tot 30-6)